# Chrysodeixis secundaria
Chrysodeixis secundaria är en fjärilsart som beskrevs av Walker 1857. Chrysodeixis secundaria ingår i släktet Chrysodeixis och familjen nattflyn. Inga underarter finns listade i Catalogue of Life.